# Sleeper (Ty Segall)
Sleeper è il sesto album in studio del cantautore statunitense Ty Segall, pubblicato il 24 agosto 2013 , sotto l'etichetta discografica Drag City.
L'album è stato registrato tra gennaio e marzo 2013, l'album contiene prevalentemente tracce acustiche appartenenti prevalentemente al genere psychedelic folk. L'album è influenzato dal passaggio del padre e dal conseguente allontanamento della madre.
L'album, è noto per essere stato il primo album di Ty Segall la cui uscita non è stata accompagnata da un singolo promozionale. Anche se nel novembre 2013, è stato pubblicato il video ufficiale di The Man.

## Tracce
1. Sleeper – 3:55
2. The Keepers – 3:42
3. Crazy – 2:28
4. The Man Man – 3:17
5. She Don't Care – 3:50
6. Come Outside – 4:34
7. 6th Street – 2:55
8. Sweet C.C. – 3:36
9. Queen Lullabye – 4:21
10. The West – 3:15